# Комната с видом (роман)
«Комната с видом» (англ. A Room with a View) ― роман английского писателя Э.М. Форстера 1908 года о молодой девушке в сдержанной культуре Англии эпохи Эдуарда. Действие происходит в Италии и Англии. Эта история представляет собой одновременно роман и юмористическую критику английского общества начала 20 века. Компания Merchant Ivory выпустила отмеченную наградами экранизацию в 1985 году. Издательство Modern Library поставило роман на 79-е место в своем списке «100 лучших англоязычных романов 20 века» (1998).

## Сюжет
Действие романа разворачивается в начале 1900-х годов, когда английские женщины из высшего среднего класса начинают вести более независимую, полную приключений жизнь. В первой части мисс Люси Ханичерч путешествует по Италии со своей чрезмерно суетливой кузиной-старой девой и компаньонкой мисс Шарлоттой Бартлетт. Роман начинается во Флоренции с того, что женщины жалуются на свои комнаты в пансионе Бертолини. Им обещали номера с видом на реку Арно, но вместо этого им достался вид на унылый двор. Другой гость, мистер Эмерсон, прерывает их причитания, спонтанно предлагая поменяться комнатами.
У него и его сына Джорджа есть комнаты с видом на Арно, и он замечает: Женщинам нравится любоваться видом, а мужчинам ― нет. Шарлотта отвергает это предложение, отчасти потому, что она свысока смотрит на нетрадиционное поведение Эмерсонов и потому, что боится, что это наложит на них «неприличные обязательства». Однако другой гость, мистер Биб, англиканский священник, убеждает Шарлотту принять предложение. Шарлотта предполагает, что Эмерсоны — социалисты.
На следующий день Люси проводит утро в базилике Санта-Кроче в сопровождении мисс Элеоноры Лавиш, писательницы, которая обещает устроить ей приключение. Лавиш конфискует путеводитель Люси, заявляя, что она покажет ей настоящую Италию. По дороге в Санта-Кроче они свернули не туда и заблудились. После многочасового блуждания по разным улицам и площадям они в конце концов добираются до площади перед церковью. Внутри церкви Люси натыкается на Эмерсонов. Хотя другие посетители находят поведение мистера Эмерсона несколько странным, Люси обнаруживает, что отец и сын ей нравятся. Она неоднократно встречает их во Флоренции. Во время прогулки по площади Синьории Люси и Джордж Эмерсон становятся свидетелями убийства. Пораженная ужасом, Люси падает в обморок, а Джордж подхватывает ее. Придя в себя, она просит его забрать фотографии, которые она уронила рядом с местом убийства. Джордж находит их, но так как они испачканы кровью, он бросает их в реку, прежде чем сказать Люси. Люси замечает, какой Джордж дерзкий. Когда они останавливаются у реки Арно, прежде чем вернуться в пансион, они мило беседуют.
Люси решает избегать Джорджа, отчасти потому, что она смущена своими чувствами, а также для того, чтобы успокоить Шарлотту, которая начинает опасаться эксцентричных Эмерсонов. Она подслушала, как мистер Игер, священник, сказал, что мистер Эмерсон «убил свою жену в глазах Бога».
Позже на этой неделе мистер Биб, мистер Игер, Эмерсоны, мисс Лавиш, Шарлотта и Люси отправляются в однодневную поездку во Фьезоле, живописный район над Флоренцией, в двух экипажах, управляемых итальянскими водителями. Одному водителю разрешается, чтобы симпатичная девушка, которую он называет своей сестрой, сидела рядом с ним на заднем сиденье. Когда он целует ее, мистер Игер немедленно приказывает высадить девушку. В другом вагоне мистер Эмерсон замечает, что расставание двух влюбленных людей — скорее горе, чем радость.
На склоне холма Люси оставляет мисс Лавиш и мисс Бартлетт наедине и отправляется на поиски мистера Биба. Не понимая ломаного итальянского Люси, водитель ведет ее туда, где Джордж любуется видом природы. Пораженный красотой Люси среди поля фиалок, он заключает ее в объятия и целует. Однако их прерывает Шарлотта, которая потрясена и расстроена, что не успела остановить Люси. Люси обещает Шарлотте, что ничего не расскажет матери об «оскорблении», нанесенном ей Джорджем. На следующий день Люси с кузиной уезжают в Рим.
В Риме Люси проводит время с Сесилом Вайсом, с которым она уже была знакома ранее в Англии. Сесил дважды делает предложение Люси в Италии. Оба раза она отвергает его. В начале второй части Люси вернулась домой в Суррей. Сесил снова делает предложение, и на этот раз она соглашается. Сесил — утонченный лондонский эстет, чей ранг и класс делают его желанной партией, несмотря на то, что он презирает деревенское общество. Он довольно комичен, чванлив и часто напускает на себя претенциозный вид.
Викарий, мистер Биб, объявляет, что местная вилла сдана в аренду. Новые арендаторы ― Эмерсоны, которые после случайной встречи с Сесилом в Лондоне узнали о том, что вилла свободна. Сесил заманил их приехать в деревню в качестве награды хозяину виллы сэру Гарри Отуэю, которого Сесил (считающий себя очень демократичным) считает снобом. Люси сердита на Сесила, так как она предварительно договорилась о том, чтобы пожилые сестры Алан, которые также были гостями пансиона Бертолини, снимут виллу.
Мистер Биб знакомит брата Люси, Фредди Ханичерча, с Эмерсонами. Фредди приглашает Джорджа искупаться в близлежащем пруду в лесу. Все трое идут туда. Фредди и Джордж раздеваются и прыгают в воду, в конце концов убеждая мистера Биба присоединиться к ним. Мужчины развлекаются, резвятся, плещутся в пруду и выйдя из него, бегают по кустам, пока Люси с матерью и Сесилом не натыкаются на них во время прогулки по лесу
Позже Фредди приглашает Джорджа поиграть в теннис в Винди-Корнер. Пока остальные играют в теннис, Сесил расхаживает по комнате и нарочно читает вслух отрывки из второсортного любовного романа, в котором есть сцена, подозрительно напоминающая поцелуй Джорджа с Люси во Фьезоле. Джордж застает Люси одну в саду и снова целует ее. Люси понимает, что роман был написан мисс Лавиш и что Шарлотта, должно быть, рассказала ей об их поцелуе.
Разозлившись на Шарлотту за то, что та выдала ее тайну, Люси заставляет ее смотреть, как она приказывает Джорджу покинуть Уинди-Корнер и никогда не возвращаться. Джордж утверждает, что Сесил видит в Люси только «предмет для полки» и никогда не полюбит ее настолько, чтобы предоставить ей независимость, в то время как Джордж любит ее такой, какая она есть. Люси тронута, но остается непреклонной. Позже тем же вечером, после того, как Сесил снова грубо отказывается играть в теннис, Люси видит Сесила таким, какой он есть на самом деле, и расторгает их помолвку. Она решает бежать в Грецию с сестрами Алан.
Тем временем Джордж, не в силах выносить присутствие Люси, увозит своего отца обратно в Лондон, не подозревая, что Люси разорвала свою помолвку. Незадолго до отъезда Люси она случайно встречает мистера Эмерсона в доме мистера Биба. Он не знает, что Люси больше не помолвлена. Она не может солгать ему. Люси растрогана открытым и честным разговором с мистером Эмерсоном и признается, что она все это время была влюблена в Джорджа. Он также упоминает, как его жена сошла с ума и потеряла волю к жизни, потому что боялась, что Джордж заболел тифом в возрасте 12 лет в наказание за то, что он не был крещен. Ее страх был результатом визита сурового священника мистера Игера, и этот инцидент объясняет более позднее заявление Игера о том, что мистер Эмерсон «убил свою жену в глазах Бога».
Роман заканчивается во Флоренции, куда Джордж и Люси сбежали без согласия миссис Ханичерч. Однако вскоре выяснилось, что кузина Люси Шарлотта знала, что мистер Эмерсон был у мистера Биба в тот день, и не была против того, чтобы Люси встретилась и поговорила с ним. История заканчивается признанием в любви на всю жизнь между Люси и Джорджем.

## Адаптации на сцене, в кино, на радио и телевидении
Роман был впервые адаптирован для театра Ричардом Коттреллом совместно с Лансом Северлингом для театральной труппы «Проспект» и поставлен в театре Олбери 27 ноября 1975 года режиссерами Тоби Робертсоном и Тимоти Уэстом.
В 1985 году Джеймс Айвори снял отмеченную наградами экранизацию с Мэгги Смит в роли Шарлотты Бартлетт, Хеленой Бонэм Картер в роли Люси Ханичерч, Джуди Денч в роли Элеоноры Лавиш, Денхолмом Эллиотом в роли мистера Эмерсона, Джулианом Сэндсом в роли Джорджа Эмерсона, Дэниелом Дэй-Льюисом в роли Сесила Вайса и Саймоном Кэллоу в роли преподобного мистера Биба.
BBC Radio 4 выпустило радиоадаптацию из четырех частей, написанную Дэвидом Уэйдом и режиссером Глином Дирманом (выпущенную коммерчески как часть коллекции BBC Radio) в 1995 году.
В 2006 году Эндрю Дэвис объявил, что он должен адаптировать «Комнату с видом» для ITV. Впервые фильм был показан на ITV1 4 ноября 2007 года.
Музыкальная версия романа режиссера Скотта Шварца открылась в театре Old Globe в Сан-Диего в предварительном просмотре 2 марта 2012 года с премьерой 10 марта и продлилась до 15 апреля.
Переработанная версия мюзикла открылась в театре 5-й авеню в Сиэтле 15 апреля 2014 года, после двух недель предварительного просмотра, и продлилась до 11 мая.

## В массовой культуре
Ноэль Кауард сочинил хит 1928 года под названием «Комната с видом», название которого, по его признанию, взято из романа Форстера.
Сцену из экранизации смотрят главные герои американского сериала «Девочки Гилмор». 
В сериале «Офис» клуб изящных вещей читает и обсуждает книгу за чаепитием.
Экранизацию обсуждают главные герои британской романтической драмы «Уикенд» 2011 года.